# Krappar
Krappar (Rubia) är ett släkte av måreväxter. Krappar ingår i familjen måreväxter.

## Dottertaxa till Krappar, i alfabetisk ordning[1]
- Rubia agostinhoi
- Rubia aitchisonii
- Rubia alaica
- Rubia albicaulis
- Rubia angustisissima
- Rubia argyi
- Rubia atropurpurea
- Rubia balearica
- Rubia caramanica
- Rubia charifolia
- Rubia chinensis
- Rubia chitralensis
- Rubia clematidifolia
- Rubia cordifolia
- Rubia crassipes
- Rubia cretacea
- Rubia danaensis
- Rubia davisiana
- Rubia deserticola
- Rubia discolor
- Rubia dolichophylla
- Rubia edgeworthii
- Rubia falciformis
- Rubia filiformis
- Rubia florida
- Rubia fruticosa
- Rubia garrettii
- Rubia gedrosiaca
- Rubia haematantha
- Rubia hexaphylla
- Rubia himalayensis
- Rubia hispidicaulis
- Rubia horrida
- Rubia infundibularis
- Rubia jesoensis
- Rubia komarovii
- Rubia krascheninnikovii
- Rubia laevissima
- Rubia latipetala
- Rubia laurae
- Rubia laxiflora
- Rubia linii
- Rubia magna
- Rubia mandersii
- Rubia manjith
- Rubia maymanensis
- Rubia membranacea
- Rubia oncotricha
- Rubia oppositifolia
- Rubia ovatifolia
- Rubia pallida
- Rubia pauciflora
- Rubia pavlovii
- Rubia peregrina
- Rubia petiolaris
- Rubia philippinensis
- Rubia podantha
- Rubia polyphlebia
- Rubia pterygocaulis
- Rubia rechingeri
- Rubia regelii
- Rubia rezniczenkoana
- Rubia rigidifolia
- Rubia rotundifolia
- Rubia salicifolia
- Rubia schugnanica
- Rubia schumanniana
- Rubia siamensis
- Rubia sikkimensis
- Rubia tatarica
- Rubia tenuifolia
- Rubia thunbergii
- Rubia tibetica
- Rubia tinctorum
- Rubia transcaucasica
- Rubia trichocarpa
- Rubia truppeliana
- Rubia wallichiana
- Rubia yunnanensis